# 유사 (부릉왕)
부릉왕 유사(阜陵王 劉赦, ? ~ ?)는 후한의 황족이다.

## 생애
영강 원년(167년), 아버지 효왕의 뒤를 이어 부릉왕에 봉해졌다.
건안 연간에 죽었고, 후사가 없어 부릉나라는 건안 11년(206년)에 제나라·북해나라·하비나라·상산나라·감릉나라·제북나라·평원나라와 함께 폐지되었다. 유사가 이 해에 죽은 것은 아니고, 그 동안 봉국이 방치되었다가 이때 폐지된 것이다.

## 출전
- 범엽, 《후한서》 권9 효헌제기·권42 광무십왕열전

| 전임 아버지 부릉효왕 유통 | 후한의 부릉왕 167년 ~ ? | 후임 (봉국 폐지) |